# Jörgen Sundelin
Jörgen Lars Sundelin (Estocolmo, 15 de março de 1945) é um velejador sueco, campeão olímpico. Ele competiu nos Jogos Olímpicos de Verão de 1968 na classe 5.5 Metre e conquistou a medalha de ouro, ao lado de seus irmãos Ulf Sundelin e Peter Sundelin.
Os três irmãos também tiveram muito sucesso juntos em campeonatos mundiais. Em 1965 conquistaram pela primeira vez a medalha de bronze no kite em Sandhamn, antes de conquistarem a medalha de prata na classe de 5.5 Metre no mesmo local quatro anos depois. Em 1971 eles se tornaram campeões mundiais de kite juntos em Hobart. Assim como seu irmão Peter, Jörgen também jogou hóquei no gelo pelo Skuru IK.